# Sten Laufke
Sten Laufke, född 28 november 1895 i Halmstad, död 14 oktober 1977, var en svensk målare, tecknare och telekommissarie.
Han var son till frisörmästaren Franz Laufke och läraren Mathilda Johansson samt från 1925 gift med Tekla Gulli Kristina Palmgren (1898–1983). Han studerade konst för Per Sundberg och Börje Hedlund samt genom egna självstudier under resor till bland annat Danmark, Frankrike, Nederländerna och Österrike. Separat ställde han bland annat ut i Borlänge och han medverkade i ett flertal samlingsutställningar med olika konstellationer i Haparanda och Ludvika. Hans konst består av stilleben och naturalistiska, landskapsskildringar utförda i olja, akvarell eller pastell samt teckningar i kol. Sten Laufke är begravd på Skogskyrkogården i Falun.